# Steinmühle (Saal an der Saale)
Steinmühle ist ein Gemeindeteil der Marktes Saal an der Saale im unterfränkischen Landkreis Rhön-Grabfeld in Bayern.

## Lage
Die Einöde liegt an einem Mühlbach, der vom Fluss Milz abzweigt.

## Geschichte
1317 war die Erstnennung im Hennebergerverzeichnis. 1735 wurde die Mühle vom Bildhäuser Abt Engelbert ersteigert. 1769 wurde sie mit der Stadtmühle von Königshofen getauscht. 1895 ließ der damalige Eigentümer Julius Lehmann eine Turbine einbauen und betrieb eine Sägemühle. 1939 wurde der Mühlenbetrieb aufgegeben und das Gebäude dient seitdem als Gewerbeimmobilie.